# Tommy Själin
Tommy Själin, född 20 januari 1955, är en svensk före detta ishockeyspelare. Han spelade i MODO Hockey under större delen av sin karriär, och värvades till Rögle BK inför säsongen 86-87, där han spelade några säsonger innan han avslutade sin aktiva karriär. Spelade för Tre Kronor under VM säsongen 1981–1982, där Sverige slutade på fjärde plats, men vann i samband med det bronsmedaljen i EM 1982. Har efter sin aktiva karriär varit tränare i olika föreningar på lägre nivåer, bland annat i Kristianstad, Uddevalla och Vänersborg.